# 2019-es Campeones Cup
A 2019-es Campeones Cup volt a 2. alkalommal megrendezett észak-amerikai nemzetközi labdarúgókupa. A kupában az MLS-kupa és a mexikói szuperkupa győztesei vesznek részt. 
A címvédő a mexikói Tigres UANL volt. A bajnoki trófeát az amerikai Atlanta United szerezte meg, a kupa történetében először.

## A mérkőzés
| 2019. augusztus 14. |

| Atlanta United                                     | 3–2 | América                 |
| -------------------------------------------------- | --- | ----------------------- |
| Hyndman 5' Larentowicz 59' Martínez 65' (11-esből) |     | Ibarra 13' Martínez 57' |

| Mercedes-Benz Stadion, Atlanta, Georgia Nézőszám: 40 128 Játékvezető: Joel Aguilar (Salvador) |